# Neckargartach
Neckargartach ist ein Stadtteil der Stadt Heilbronn. Die vorher selbstständige Gemeinde wurde 1938 nach Heilbronn eingemeindet und befindet sich im Nordwesten des Heilbronner Stadtkerns. Der Name Neckargartach ergibt sich daraus, dass der Fluss Lein, der früher Gartach genannt wurde, in Neckargartach in den Neckar mündet.

## Geografie
Neckargartach liegt an der Mündung des Leinbachs in den Neckar in Baden-Württemberg. Die Besiedlung dehnt sich von Norden nach Süden rund 3,5 km längs des Neckars und von West nach Ost rund 1,5 km beiderseits des Leintals aus. Im Nordwesten der Gemarkung, räumlich vom Ortskern und dem Gewerbegebiet im Norden des Ortes getrennt, liegt das Gewerbegebiet Böllinger Höfe. Die umliegenden Ortschaften sind Obereisesheim und Biberach im Norden, Frankenbach im Westen, Böckingen im Süden sowie Heilbronn auf der gegenüberliegenden Neckarseite im Osten.

## Geschichte

### Ursprung und frühe Geschichte

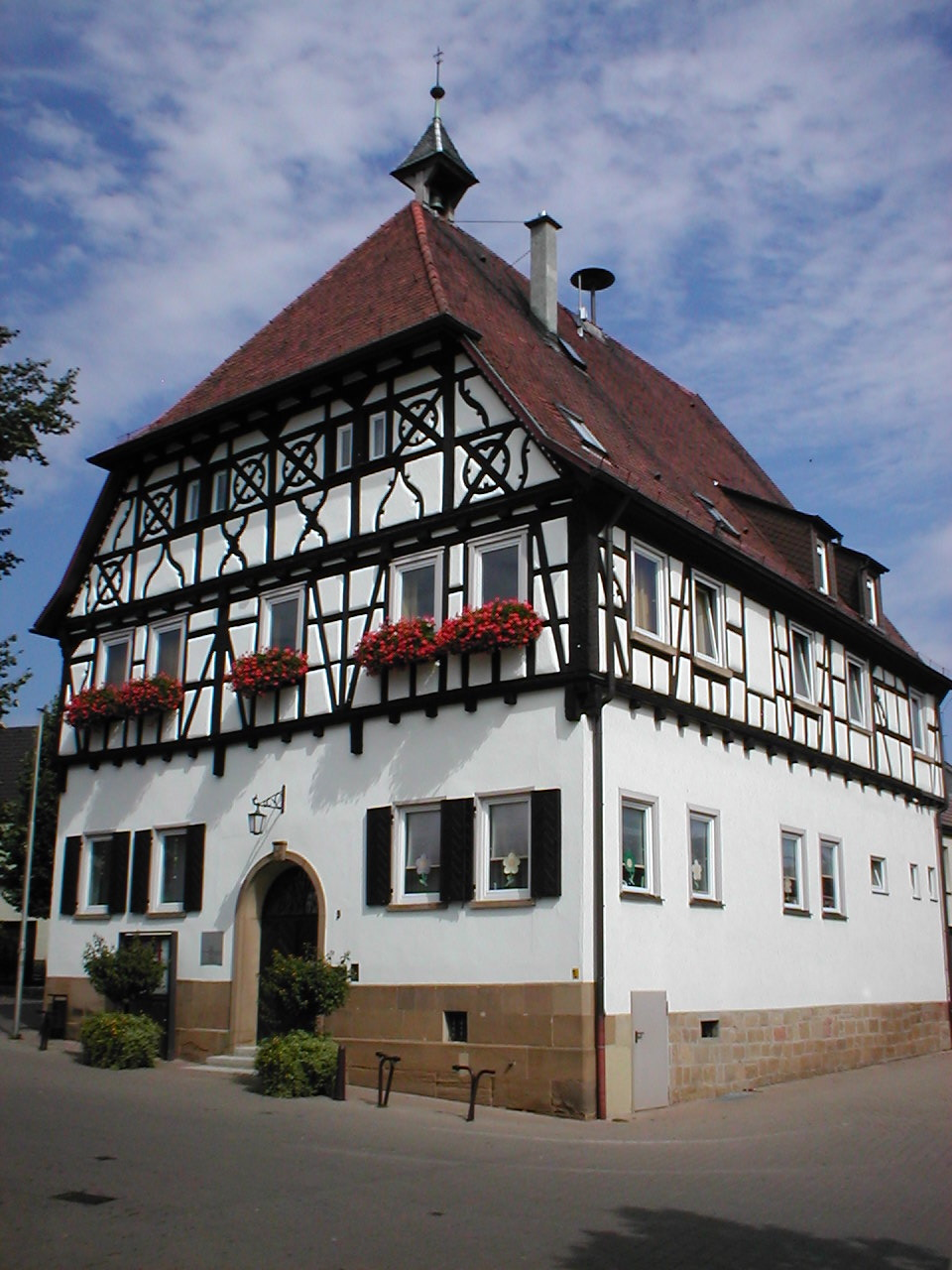
Altes Rathaus in Neckargartach

Der Ursprung des Ortes Neckargartach liegt im einstigen Ort Böllingen im Leintal, von dem heute nur noch die Böllinger Höfe zeugen, und der vermutlich als alemannische Siedlung um das 4. Jahrhundert angelegt und im Jahr 767 erstmals erwähnt wurde. Gardach war zunächst ein außerhalb von Böllingen liegendes Hofgut, wuchs aber bis ins 9. Jahrhundert zu bedeutenderer Größe als der ursprüngliche Hauptort und gelangte in den Besitz des Klosters Lorsch. Im Jahr 1161 wurde der Ort als „Neccargardacha“ (zur Unterscheidung von Großgartach und Kleingartach) in einer Urkunde Kaiser Barbarossas erwähnt. Der Ortsname leitet sich von seiner Lage an der Einmündung des Leinbachs (der früher Gartach hieß) in den Neckar ab.
Neckargartach war im Mittelalter und zu Anfang der Neuzeit mit Etter und Graben umgeben. Der Ort war durch drei Tore gesichert, wobei eines der drei Tore am nördlichen Ende, das zweite am südlichen Ende der Hauptstraße lag. Das dritte Tor war westlich beim Schafhaus. Eine weitere Befestigung war der nordwestliche Teil Neckargartachs mit Burgkirche, Kirchenterrasse, Pfarrgarten und Pfarrhaus. Die Wehrkirche diente somit auch als sicherer, fester Zufluchtsort.
Neckargartach gelangte im 11. Jahrhundert in Besitz und unter Oberlehensherrschaft des Bistums Worms bzw. des Wormser Stifts, das im Jahr 1323 die Herren von Weinsberg mit dem Dorf belehnte.

### Reichsstädtisches Dorf
Engelhard von Weinsberg und seine Frau Hedwig verkauften das Lehen über Neckargartach im Jahre 1341 um 1200 Pfund Heller als Unterlehen den Heilbronner Patriziern Feurer, Gebwin und Erer, während die Oberlehensherrschaft des Wormser Hochstifts weiterbestand. Die Nutznießung hatte das Bistum Worms schon vorher den Mitgliedern des Heilbronner Patriziats erlaubt. 1361 bekräftigte Bischof Dietrich von Worms die Unterlehensherrschaft des Heilbronner Geschlechter unter den Herren von Weinsberg. 1399 wurde der Ort von württembergischen Truppen niedergebrannt. 1440 kam Neckargartach mit der Herrschaft Weinsberg, an die Pfalz und 1504 ging im Pfälzischen Krieg durch Eroberung die Oberlehensherrschaft über das Dorf auf das Haus Württemberg über, was einen Jahrhunderte währenden Streit zwischen Württemberg und der Reichsstadt Heilbronn auslöste. Neben Heilbronn und dem Haus Württemberg hatten auch die Klöster Billigheim, Hirsau, Lauffen, Odenheim, das Ritterstift St. Peter zu Wimpfen im Tal, das Heilbronner Klarakloster, die Heilbronner Deutschordenskommende, das Heilbronner Spital und noch andere Herren Lehensansprüche oder Höfe in Neckargartach.

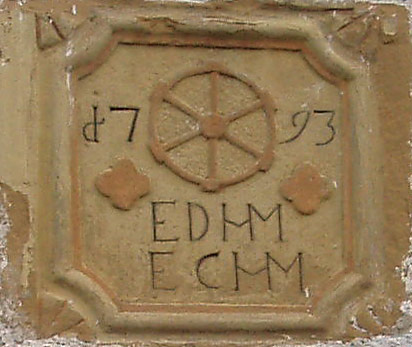
Mühlen sind in Neckargartach seit dem Mittelalter bezeugt. Mühlrad mit Datierung 1793

Die Stadt Heilbronn ließ das Regiment über ihr Dorf durch einen Vogt ausüben. Der Heilbronner Vogt übte die Gerichtsbarkeit aus, weiterhin hatte er unter anderem das Recht zur Jagd und zur Fischerei in Neckargartach. Die Männer aus der Gemeinde Neckargartach (die Gemeinsmänner) waren dazu verpflichtet, dem Vogt jedes Jahr zu huldigen und ihn in das Kirchengebet einzuschließen. Der eingesetzte Vogt war ab der Mitte des 17. Jahrhunderts stets einer der drei Heilbronner Bürgermeister, der dann einmal im Jahr in Neckargartach das Vogtgericht abhielt, die Rechnungen abhörte, das Gericht und andere Ämter neu besetzte und die neuen Dorfbeamten vereidigte. Der städtische Vogt übte auch das Ruggericht aus. Der Schultheiß Neckargartachs war zuerst mit der niederen Gerichtsbarkeit beauftragt. In der ersten Hälfte des 16. Jahrhunderts gab es in Neckargartach den reisiger Schultheiß, der aufgrund eines Dienstverhältnisses und gegen Entgelt als Schultheiß arbeitete und im Kriegsfall der Stadt (Heilbronn) zu Pferde dienen sollte und seit Mitte des 16. Jahrhunderts als Bauernschultheiß bezeichnet wurde. Dem Neckargartacher Schultheiß stand das Gericht mit zwölf Richtern zur Seite, seit 1658 weitere acht Gemeinsmänner sog. Zwanziger.
Nach der Schlacht bei Wimpfen im Mai 1622 wurde der Ort durch die spanische Armee unter Córdoba, der sein Quartier bei Neckargartach aufgeschlagen, zerstört. Die spanische Armee soll die „scheußlichsten Grausamkeiten“ gegen Frauen und Mädchen ausgeübt, den Ort niedergebrannt und zum Löschen eilende Bewohner getötet haben. 1664 gab es eine große Feuersbrunst und im Jahr 1675 wurde der Ort im Französisch-Niederländischen Krieg von Franzosen erneut niedergebrannt.
Von 1738 bis 1756 gab es einen Aufstand der Neckargartacher gegen die Stadt Heilbronn. Die Einwohner lehnten sich gegen eine Neuordnung der Leibeigenschaft auf. 1747 wurde der Schulmeister Johann Philipp Hagner inhaftiert, der sich als Kopf des Widerstands profiliert hatte. 1754 wurde die Oberlehensherrschaft (dominium directum) über Neckargartach von Württemberg an Heilbronn um 25 000 Gulden verkauft. Am 9. Mai 1754 schickte der Heilbronner Rat 90 Mann, die mit 60 Mann aus den Kreistruppen unter Hauptmann von Thumb das Dorf einnahmen. Am 28. Oktober 1758 wurden Hagner und andere Neckargartacher zu lebenslanger Haft verurteilt, in der diese auch dann verstorben sind.

### Selbstständige Gemeinde 1803–1938

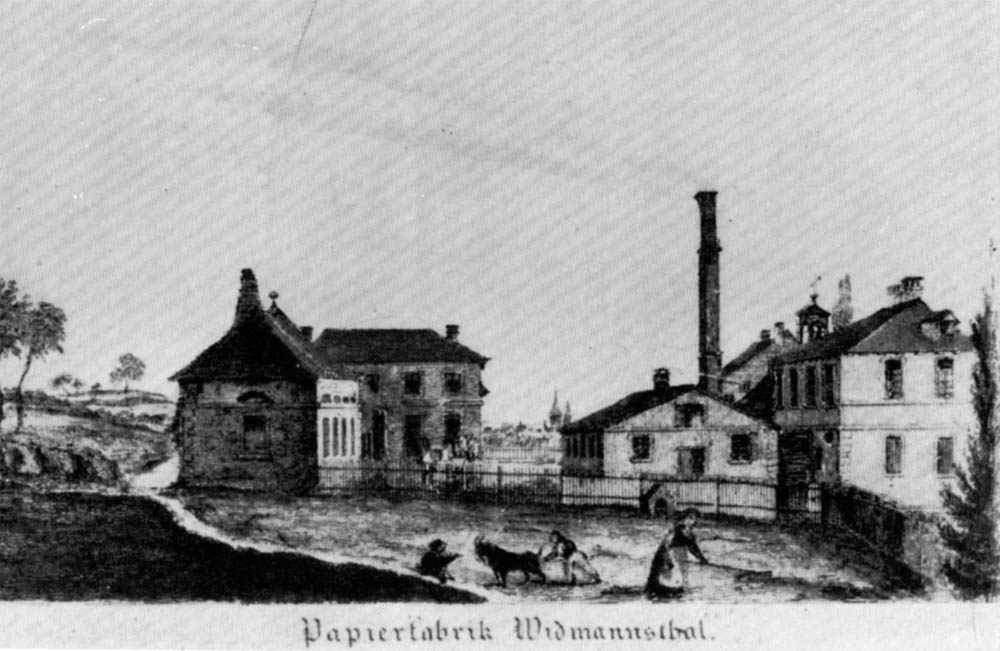
Widmann'sche Papiermaschinenfabrik um 1840, der erste Industriebetrieb in Neckargartach

Als Heilbronn nach den Revolutionskriegen 1802 seine Reichsfreiheit verlor, wurden seine vormals reichsstädtischen Dörfer, darunter auch Neckargartach, zu selbstständigen Gemeinden innerhalb des neuen Oberamtes Heilbronn. Dem Ort stand ein Schultheiß vor, der die Gerichtsbarkeit ausübte.
Bis in die Mitte des 19. Jahrhunderts war Neckargartach rein bäuerlich geprägt, es wurde Landwirtschaft und Weinbau betrieben. Bereits 1295 wurde eine Mühle erwähnt, zu Beginn des 14. Jahrhunderts gab es bereits drei Mühlen. Im Jahr 1840 siedelte sich Johann Jakob Widmann im Leinbachtal (heute: Widmannstal) mit seiner Papiermaschinenfabrik an und legte damit den Grundstein für die Industrialisierung Neckargartachs. Weitere größere Betriebe in Neckargartach waren drei Brauereien, eine chemische Fabrik sowie die 1898 gegründete Dampfziegelei, die später mit der Ziegelei Böckingen fusionierte. Auch durch die entstehenden Fabriken im nahen Heilbronn wandelte sich der Ort vom Bauerndorf zur Arbeitersiedlung. Die Einwohnerzahl verdoppelte sich vom Jahr 1800 mit 810 Einwohnern bis zum Jahr 1863 auf 1650, und abermals bis zum Jahr 1900 auf 3224. Die Industrialisierung sorgte bis in die 1860er Jahre für einen gewissen Wohlstand der Gemeinde. Zwischen 1880 und 1910 erlebte das Bürgertum eine Blüte, zwei Schulen wurden errichtet und zahlreiche Vereine wurden gegründet. Von 1894 bis 1907 war Ludwig Konrad Pfau Schultheiß in Neckargartach, er wurde 1907 in Anerkennung seiner Verdienste für Neckargartach zum Ehrenbürger ernannt.

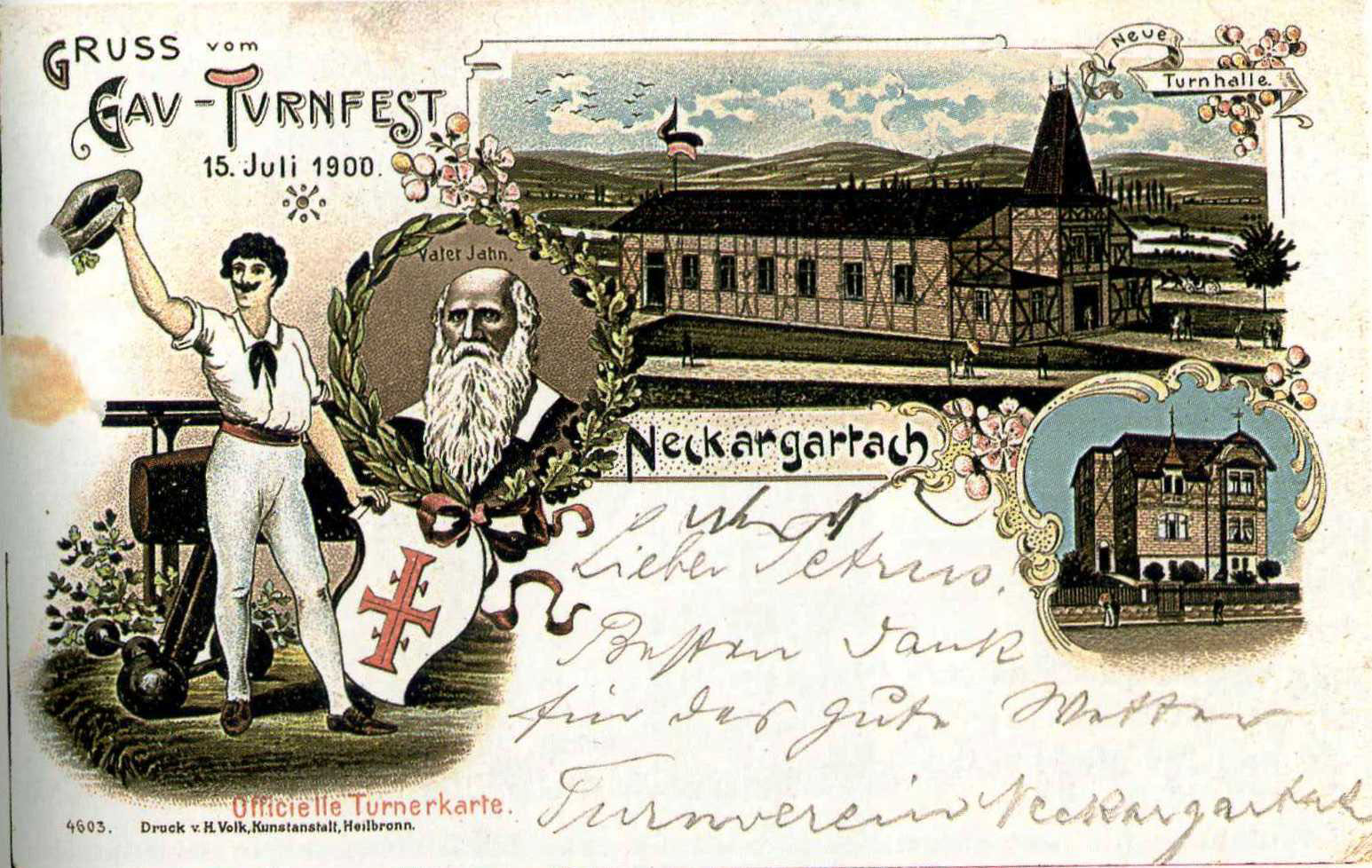
Postkarte aus Neckargartach von 1900

1895 wurde mit dem Neckargartacher Automobil das erste Automobil in Württemberg gebaut. 1897 suchte ein verheerendes Unwetter mit Hagelschlag den Ort heim.
Von 1903 bis 1905 wurde die Neckargartacher Neckarbrücke gebaut, die den Ort mit Heilbronn verband und damals die größte von insgesamt 119 Neckarbrücken war. Die Brücke mit einer Gesamtlänge von 230 Metern überspannte in fünf Bögen den Fluss und wurde am 21. September 1905 eingeweiht. Oberbaurat Schaal, der die Bauleitung hatte, wurde an diesem Tag zum Ehrenbürger ernannt. Die Brücke wurde im Zweiten Weltkrieg zerstört und danach durch einen Brückenneubau ersetzt.
Auf Schultheiß Pfau folgte Fredrich Wilhelm Binder, der 1914 im Ersten Weltkrieg fiel. Ihm folgte der bisherige Ratsschreiber Jakob Haspel (1886–1965), der den städtischen Ausbau des Ortes in den schweren Jahren des Ersten Weltkriegs und der nachfolgenden Inflation weiter vorantrieb. Haspel förderte den kommunalen und privaten Wohnungsbau, ließ die elektrische Beleuchtung und die Ortskanalisation ausbauen, nahm eine mechanische Kläranlage in Betrieb und setzte sich für die Ansiedlung einer Apotheke ein. Ab 1928 hatte Neckargartach dann auch eine eigene Straßenbahn (mit Depot am Neckarplatz), die an die Straßenbahn Heilbronn angeschlossen war. 1929 wurde Haspel mit 2498 von 2560 abgegebenen Stimmen wiedergewählt. Der Wohlstand der Gemeinde wurde jedoch durch den Unterhalt der sozialen und öffentlichen Einrichtungen sowie die Weltwirtschaftskrise in den 1920er Jahren aufgebraucht. Der verdienstvolle Schultheiß Haspel wurde im Mai 1933 von den Nationalsozialisten aus dem Amt gedrängt und im Juni 1933 beschied ein vom württembergischen Innenministerium beauftragter Staatskommissar, „daß die Gemeinde auf Grund ihrer finanziellen Verhältnisse als selbständige Gemeinde nicht mehr weiterbestehen kann.“

### Stadtteil von Heilbronn seit 1938
Am 1. Oktober 1938 wurde Neckargartach nach Heilbronn eingemeindet. Noch vor dem Zweiten Weltkrieg begann mit dem Bau der Steigsiedlung die städtebauliche Erweiterung des Ortes.
Im Spätsommer 1944 wurde am Ortsende Richtung Biberach das KZ Neckargartach als Außenkommando des KZ Natzweiler-Struthof eröffnet (SS-Arbeitslager Steinbock). Die bis zu 1100 Häftlinge wurden in zwei Stollen im Salzbergwerk Neckargartach eingesetzt, wo die I.G. Farben AG Rüstungsgüter produzierte und die Lebensmittelfirma Tengelmann Waren lagerte. Aufgrund der miserablen Lebensbedingungen kamen bis zur Räumung des Lagers im April 1945 zahlreiche Häftlinge zu Tode. Auf dem KZ-Friedhof in der Böllinger Straße erinnert ein Mahnmal an die dorthin umgebetteten 246 Toten. Nach dem Abtransport ins KZ-Dachau werden dort am 27. April 1945 258 Neckargartacher Häftlingen als Zugang registriert. Was mit den übrigen 842 Häftlingen, die einst zur Mannschaft von Neckargartach gehörten geschah, lässt sich nicht genau klären. In Heilbronn sind 191 Todesfälle beurkundet. Im Städtischen Krematorium Heilbronn führt eine Liste weitere 31 sowjetische und polnische Häftlinge auf.

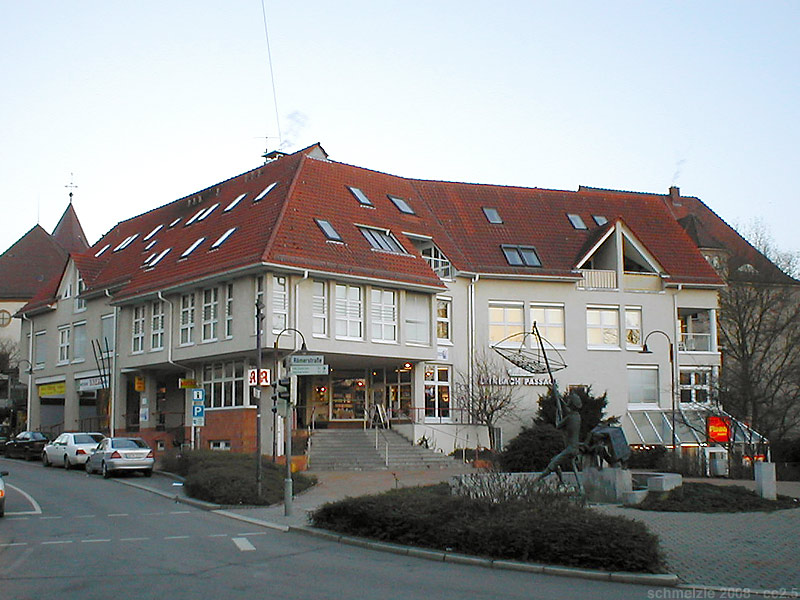
Leinbach-Passage mit Linsafamer-Brunnen

Ab 1953 wurde am gegenüberliegenden Neckarufer das Kraftwerk Heilbronn errichtet, durch das Neckargartach anfangs eine hohe Belastung durch Flugasche und chemische Schadstoffe erfuhr. In den 1960er Jahren wurden südlich des Ortskerns die Siedlungen Sachsenäcker und Im Fleischbeil erschlossen, ab 1976 wurde die Sanierung des alten Ortskerns vorangetrieben.
Im Jahr 2017 wurde die Erschließung des Wohnquartiers Nonnenbuckel durch den Heilbronner Gemeinderat beschlossen. Auf dem Gelände östlich des Klinikums Gesundbrunnen entstehen ab 2019 Wohnungen für 1.200 Menschen. Die Bebauung stellt die größte gesamtstädtische Erschließungsmaßnahme der Stadtsiedlung seit Erschließung der Schanz in Böckingen in den 1960er und 1970er Jahren dar.

### Religionen
Im Mittelalter gehörte das Dorf Neckargartach kirchlich zum Bistum Worms, dessen Gebiet östlich bis an den Neckar ging. 1425 wird zum ersten Mal eine Pfarrei für den Ort Neckargartach erwähnt, wobei 1439 und 1551 ein Bau einer Kirche genannt wird. Der Heilbronner Deutschorden übte jedoch das Vorschlags- und Bestätigungsrecht im Falle der Neubesetzung aus, wobei sich der Deutschorden der in Heilbronn bereits um 1530 erfolgten Reformation widersetzte. Die Reformation wurde in Neckargartach daher erst 1542 mit der Bestellung des ersten evangelischen Pfarrers, Heinrich Riesser, einem Sohn von Hans Riesser vollzogen. 1767 musste die alte Kirche aufgrund Baufälligkeit abgebrochen und durch den Neubau der heutigen Peterskirche ersetzt werden, wobei Frankenbach und Böllingen Filialen der Neckargartacher Peterskirche wurden. Nach 1802 mit der Eingliederung in Württemberg kam Neckargartach zum neu gegründeten evangelischen Dekanat Heilbronn.
1806 wurden den Katholiken in Württemberg die gleichen Rechte zugesprochen wie den Protestanten. Die Neckargartacher Katholiken gehörten zunächst zur Heilbronner Pfarrei St. Peter und Paul und haben erst seit 1959 haben eine eigene Kirche, St. Michael.
Seit 1864 gab es im Ort auch eine kleine evangelisch-methodistische Kirchengemeinde, die 1890 ihre Ebenezer-Kapelle baute, wobei diese 1983 mit Frankenbach zu einer Gemeinde vereinigt wurde. Nachdem auch Frankenbach ein Stadtteil von Heilbronn wurde gehört die Kirchengemeinde der Heilbronner Friedenskirchengemeinde an.
Mit Stand Ende 2020 waren von den Einwohnern 28 % evangelisch, 22 % katholisch und 52 % waren konfessionslos oder gehörten einer anderen Glaubensgemeinschaft an.

## Politik

### Wappen

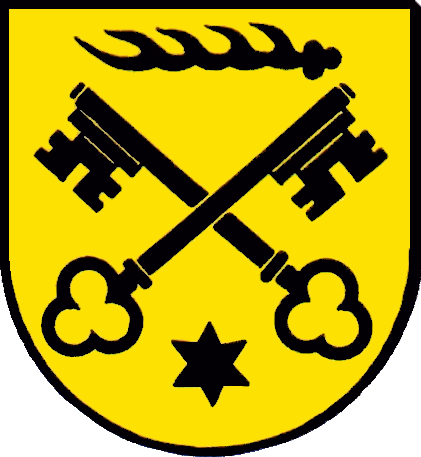
Wappen Neckargartachs

Das Wappen von Neckargartach zeigt unter einer liegenden Hirschstange zwei gekreuzte Schlüssel, darunter einen sechseckigen Stern. Die Schlüssel wurden erstmals in einer Oberamtsbeschreibung des Jahres 1865 als Ortswappen erwähnt, befanden sich aber verschiedenen Quellen zufolge bereits auf einer im Ersten Weltkrieg eingeschmolzenen Kirchenglocke aus dem 17. Jahrhundert.
Die Schlüssel deuten entweder auf den Kirchenpatron Petrus hin oder aber auf das Bistum Worms, das einen Schlüssel im Wappen führt. Die Hirschstange symbolisiert Württemberg, das die Lehensherrschaft über den Ort von 1504 bis 1754 innehatte. Die Farben schwarz und gelb sind dem Heilbronner Stadtwappen und dem württembergischen Stammwappen entnommen und wurden 1962 festgelegt.

## Bau- und Kulturdenkmäler

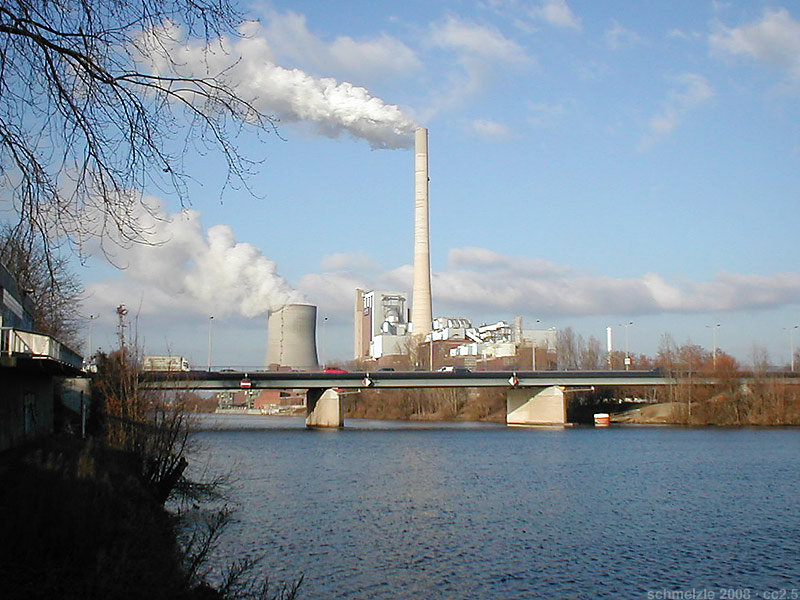
Neckarbrücke bei Neckargartach

- Die Neckargartacher Neckarbrücke war 1905 die größte Neckarbrücke, wurde 1945 zerstört und 1951 durch einen Neubau ersetzt.
- Das Alte Rathaus an der Mittelstraße 3 ist ein schmuckvoll verzierter Fachwerkbau aus dem 17. Jahrhundert. Wie das benachbarte Wohnhaus Mittelstraße 13/15 wurde das Rathaus auf den Fundamenten älterer Vorgängerbauten errichtet. Die Stallscheune Mittelstraße 20 ist das letzte Wirtschaftsgebäude des Ortes aus der Zeit des Barock. Das Wohnhaus Mittelstraße 21 wurde 1675 nach dem großen Brand erbaut.
- Die evangelische Peterskirche geht auf eine mittelalterliche Wehrkirche zurück und erhielt ihre heutige Gestalt im 18. Jahrhundert. Im Wehrkirchhof, vermutlich im Torturm der Anlage, befand sich einst auch die Schule, die im 18. Jahrhundert durch das Mesnerhaus ersetzt wurde. Bei der Kirche befindet sich das Neckargartacher Kriegerdenkmal von 1937.
- Das Neckargartacher Pfarrhaus in der Kirchbergstr. 2 ist seit 1578 bezeugt und erhielt seine heutige Gestalt durch Neubau 1725 und Renovierung 1840. An das Pfarrhaus angebaut ist ein historisches Wasch- und Backhaus.

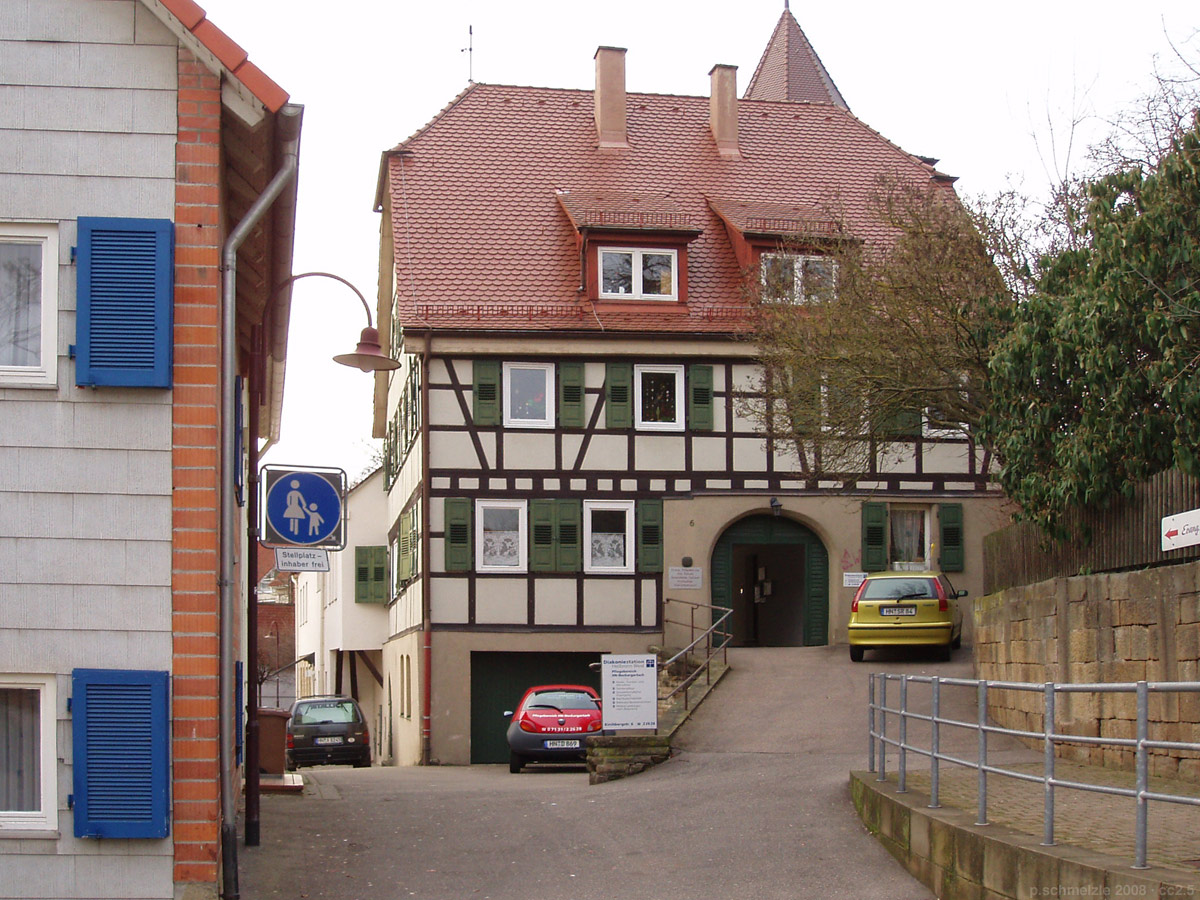
Mesnerhaus
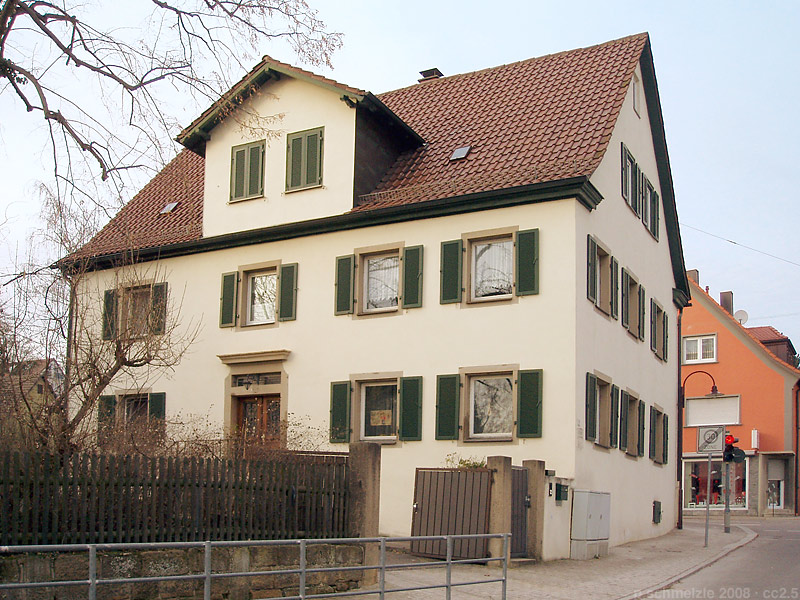
Ev. Pfarrhaus
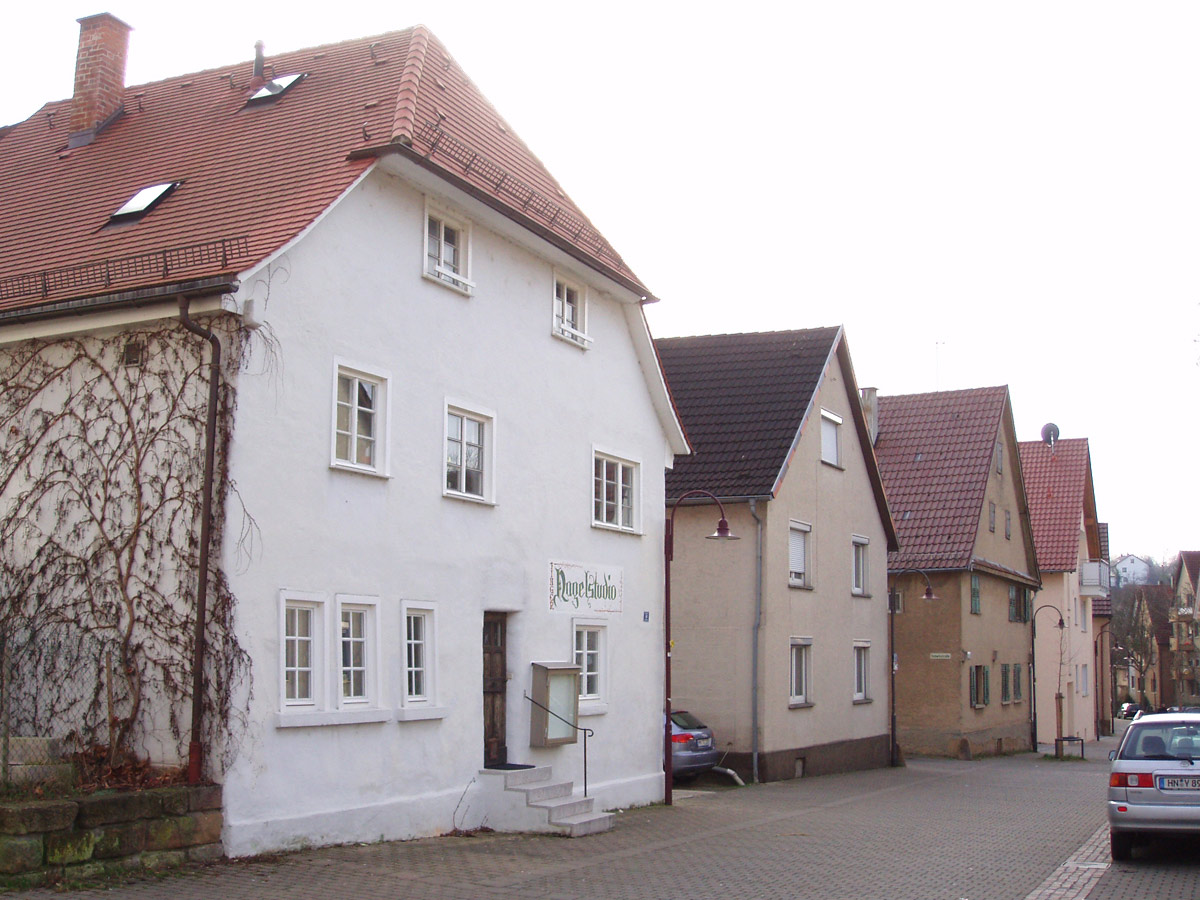
Mittelstraße

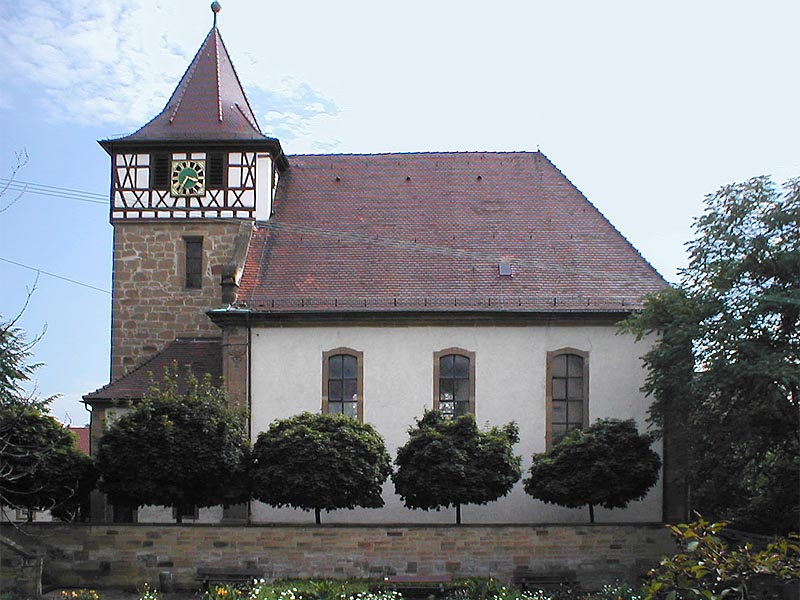
Evangelische Peterskirche

- Die katholische Pfarrkirche St. Michael mit freistehendem Glockenturm wurde 1959 geweiht und 1998 im Inneren umgestaltet.
- An der Römerstraße 73 befand sich eine am 24. November 1951 geweihte Kirche der neuapostolischen Gemeinde, die 2013 zum Wohnhaus umgebaut wurde.[9]
- Das Portal des Friedhofs datiert auf 1607.
- Das Gemeindehaus an der Biberacher Straße wurde 1927 nach Plänen von Jakob Saame errichtet und bildete lange Zeit den gesellschaftlichen Mittelpunkt des Ortes.

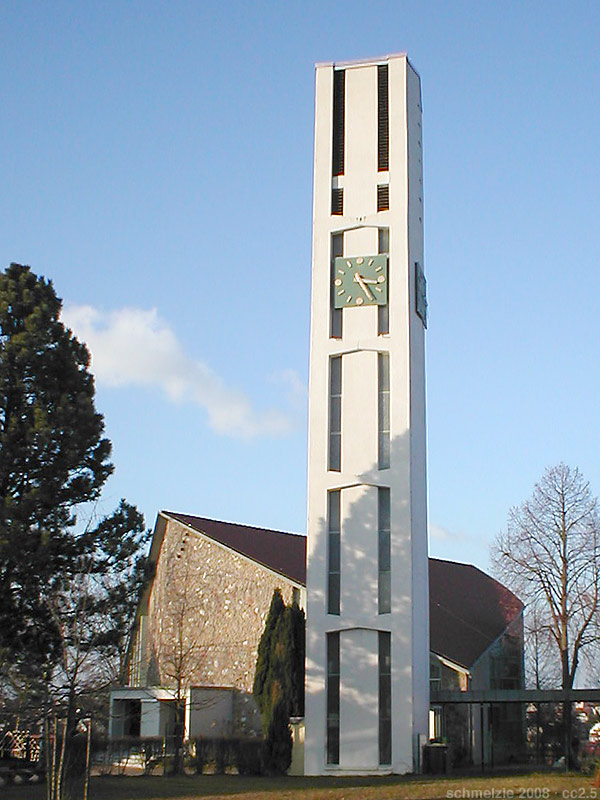
Katholische Michaelskirche
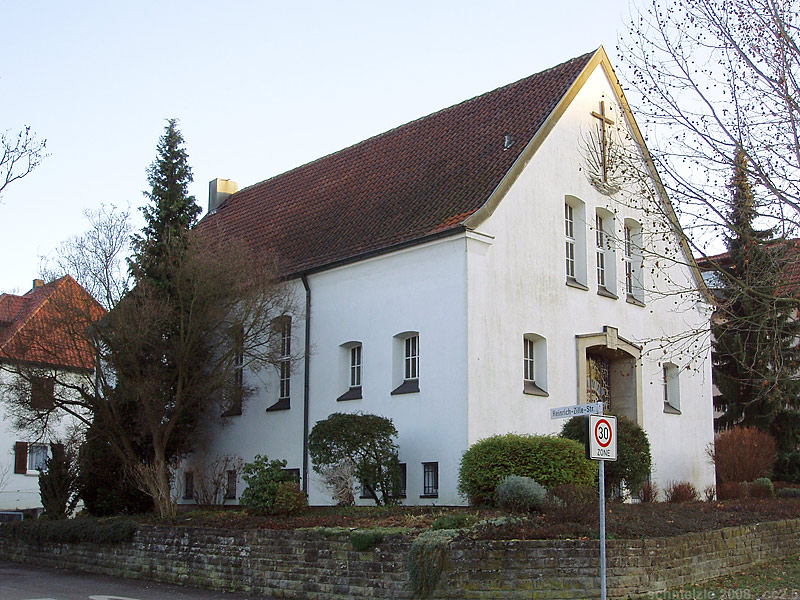
Ehemalige Neuapostolische Kirche an der Römerstr. 73
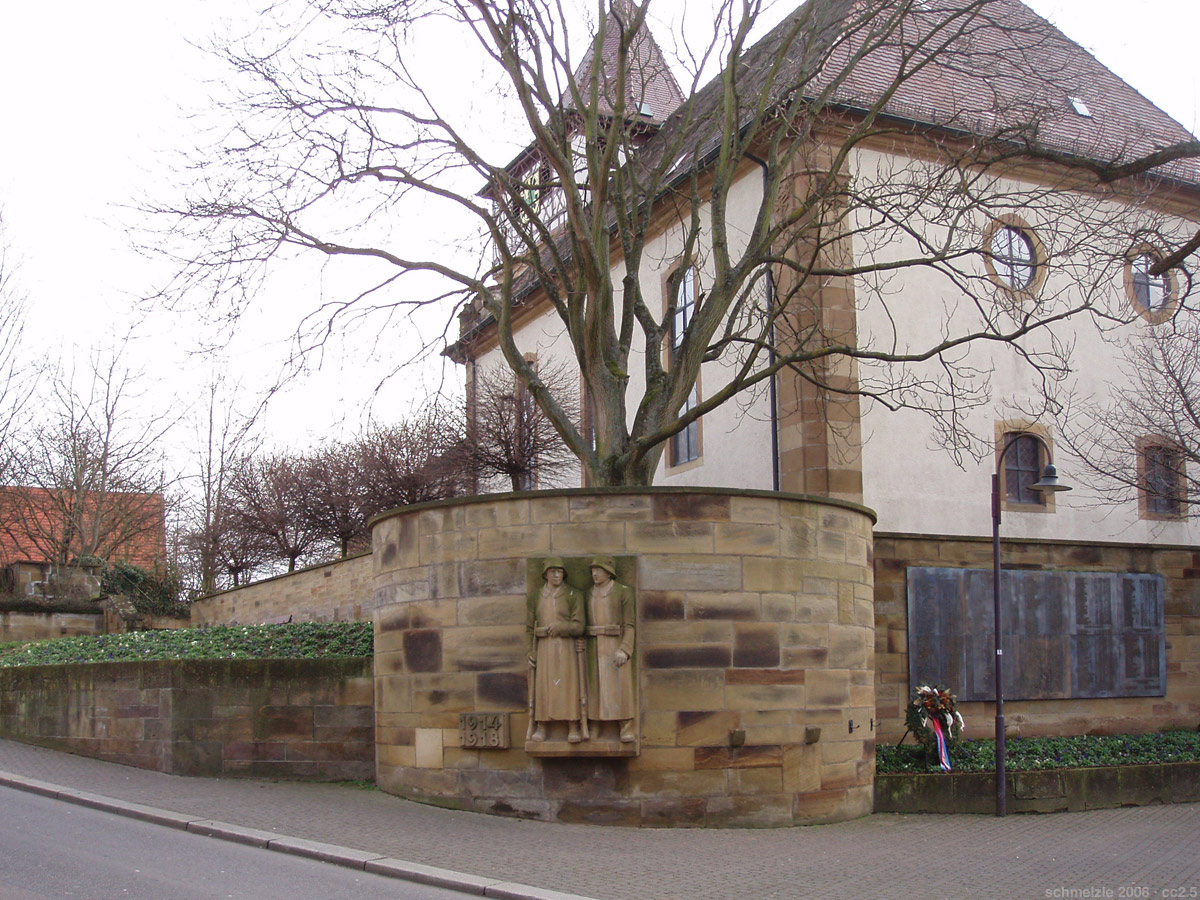
Kriegerdenkmal bei Peterskirche

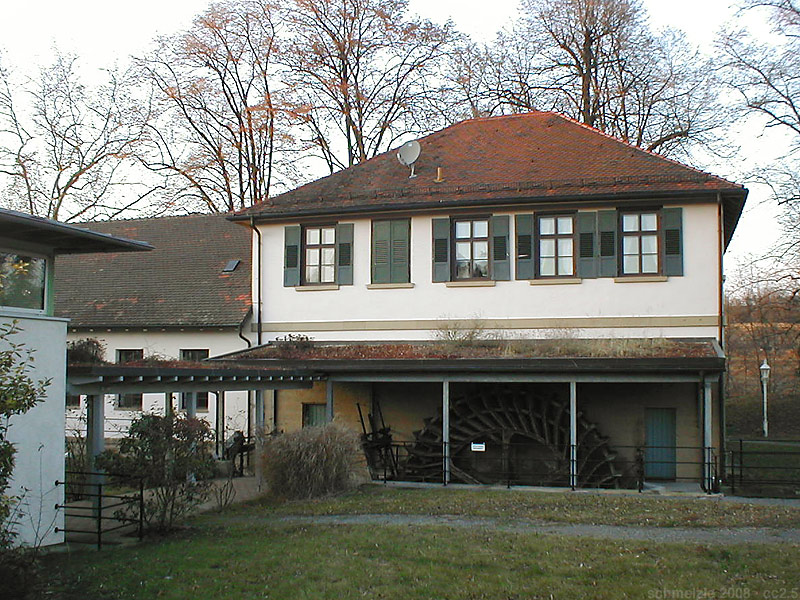
Historisches Pumpwerk

- Das historische Pumpwerk im Widmannstal war das Fabrikationsgebäude der Widmann’schen Papierfabrik, wurde um 1900 in städtischem Besitz zum Pumpwerk umgebaut und war bis in die 1960er Jahre in Betrieb. Die Anlage wurde 1994/95 saniert und 1997 um eine wiederaufgebaute historische Hammerschmiede erweitert, die als Mühle bereits im 17. Jahrhundert erwähnt wurde und sich vor dem Abriss 1972 ursprünglich etwa 900 Meter stromabwärts befand.
- Die Ludwig’sche Mühle befindet sich an einer Stelle im Leintal, an der seit dem Mittelalter Mühlen bezeugt sind. Der längliche, ursprüngliche Mühlenbau wurde 1802 anstelle eines Vorgängerbaus errichtet und 1851 um einen Wohn- und einen Scheunentrakt zum heutigen Umfang der Anlage erweitert.
- Die historische Leinbachbrücke wurde 1525 an der Römerstraße von der Bauhütte Hans Schweiners erbaut. Heute erinnert eine aus ihren Steinen errichtete Mauer am Leinbach an das Bauwerk.

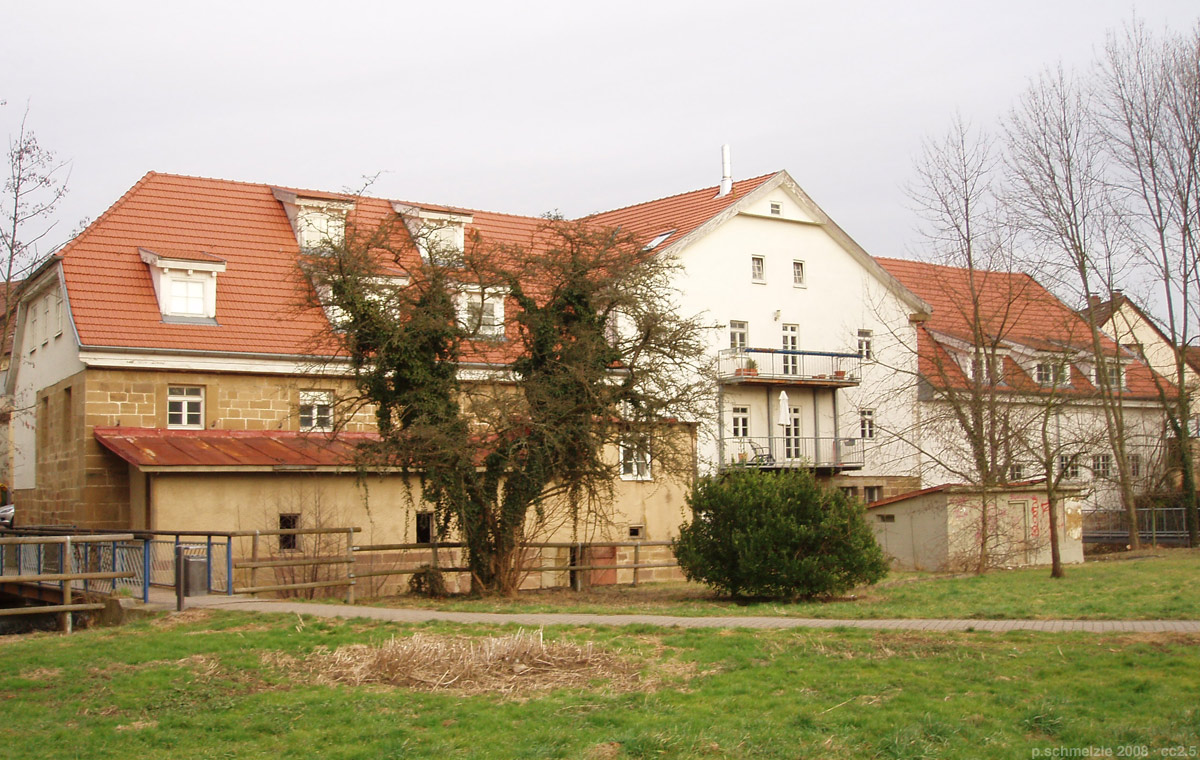
Ludwig'sche Mühle
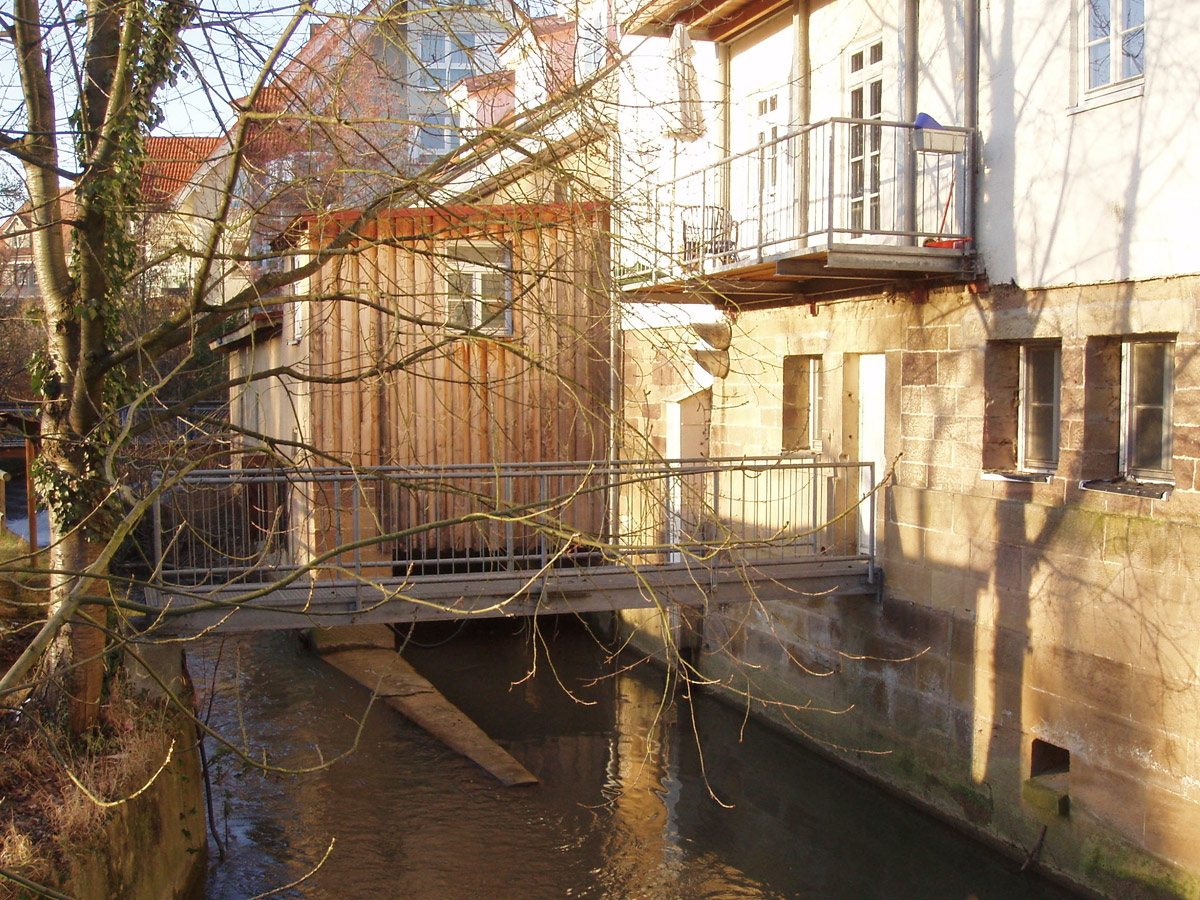
Mühlkanal der Ludwig’schen Mühle
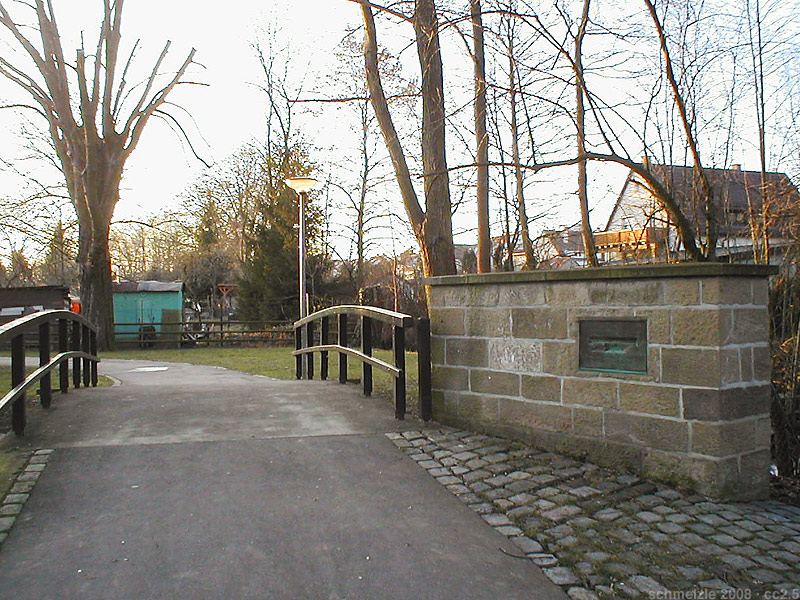
Leinbachbrücken-Gedenktafel

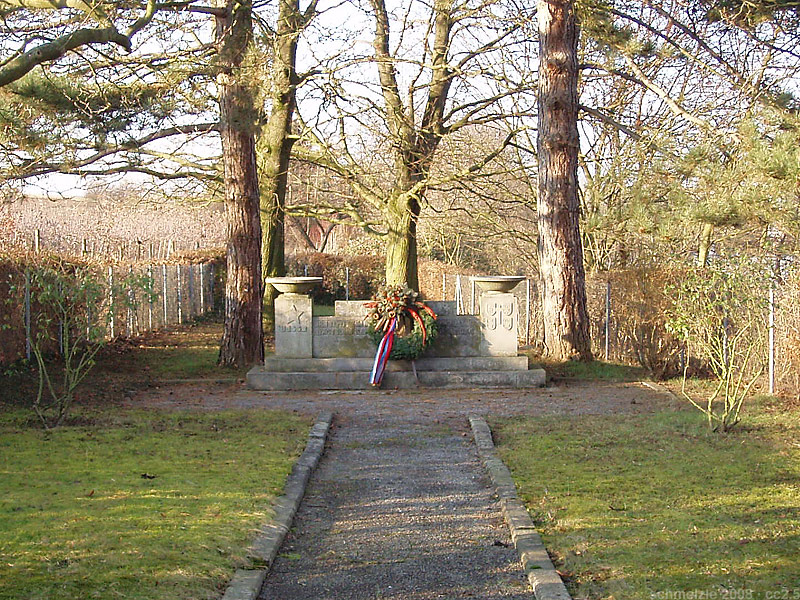
KZ-Friedhof

- In Neckargartach gibt es weitere Baudenkmäler und historisch interessante Gebäude. Das bäuerliche Wohnhaus Böckinger Straße 7 markiert einen der frühen Neckargartacher Siedlungskerne. Es wurde bald nach dem großen Brand von 1675 erbaut. Das Wohnhaus Böckinger Straße 98 ist ein von Emil Beutinger geplantes und 1904 fertiggestelltes Angestelltenwohnhaus der Ziegelei, die Villa Binder in der Böckinger Str. 104 wurde 1908 von Jakob Saame für Gustav Binder erbaut. Die Villa Pfau war das Wohnhaus des Stadtschultheißen Pfau.
- Der KZ-Friedhof befindet sich an der Stelle eines Massengrabs von 246 KZ-Häftlingen aus fünf Nationen auf einer Anhöhe oberhalb des einstigen SS-Arbeitslagers „Steinbock“ an der Böllingerstraße. Die Gedenkanlage wurde am 22. Dezember 1946 eingeweiht.[10] Der Gedenkstein trägt in deutscher wie russischer Sprache die Inschrift Sie starben kurz vor ihrer Befreiung.[11] In der Anlage erinnern außerdem Gedenktafeln an die Geschichte des KZ-Friedhofs und die Namen einiger Häftlinge.

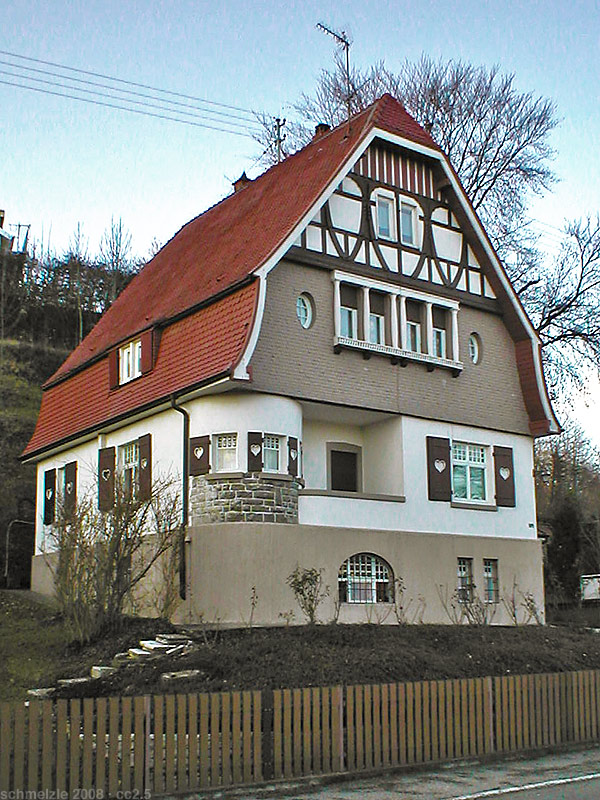
Villa Binder
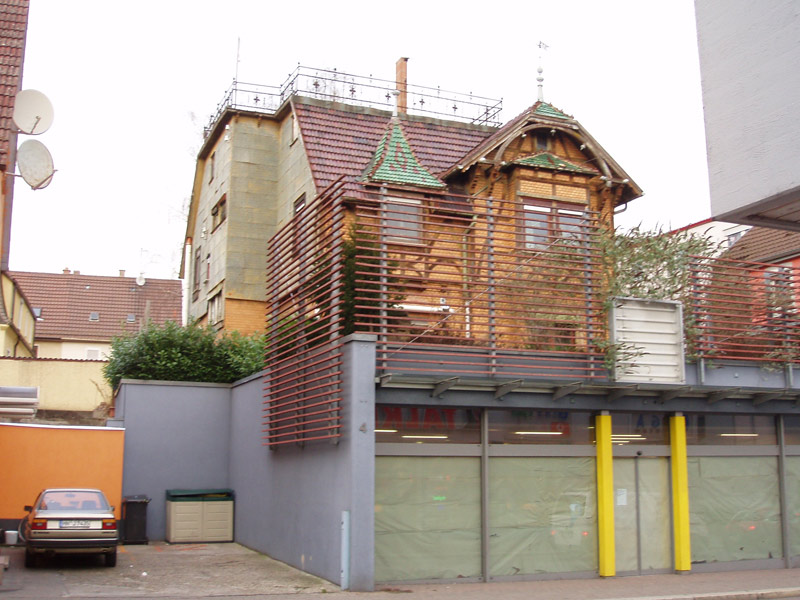
Villa Pfau
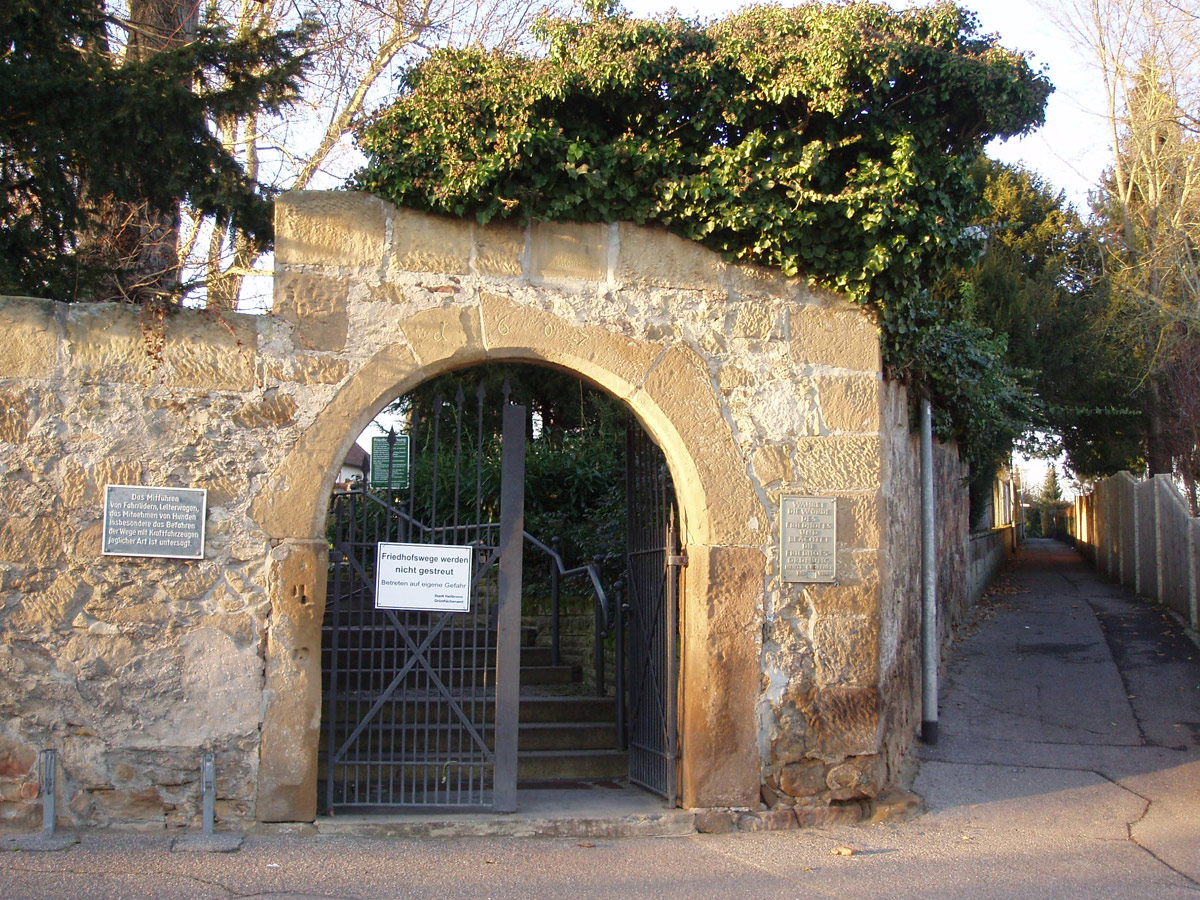
Friedhofs-Portal

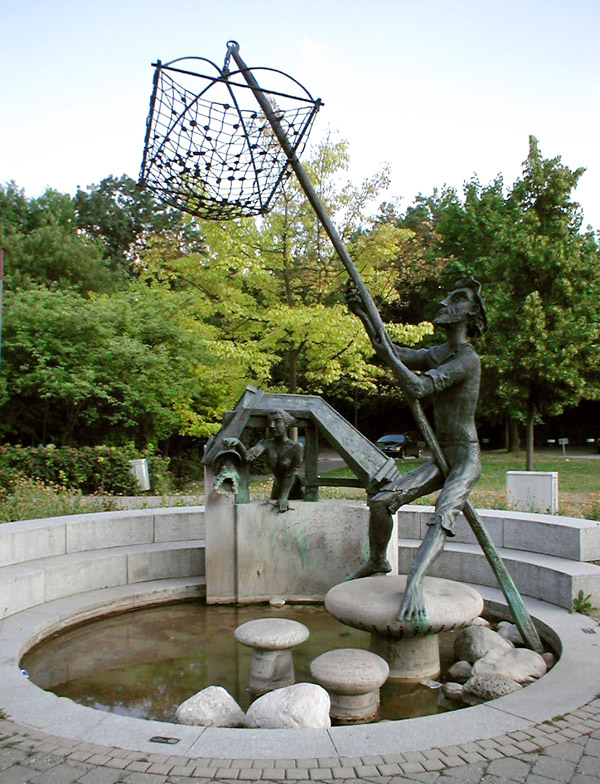
Linsafamer-Brunnen

- Der Linsafamer-Brunnen (1988) von Dieter Läpple vor der Leinbach-Passage in der Ortsmitte nimmt Bezug auf den Utznamen der Neckargartacher.
- In der Ortsmitte befindet sich die Leinbachschule, beim Wohngebiet Sachsenäcker die Albrecht-Dürer-Schule.
- Die Neckarhalle ist eine 1969 erbaute Mehrzweckhalle, die inzwischen modernisiert wurde.

Zu den markanten abgegangenen Gebäuden zählen die Neckargartacher Turnhalle an der Wimpfener Straße, die anlässlich des Gauturnfestes am 15. Juli 1900 eingeweiht und 1964 abgebrochen wurde, sowie die 1928 eingeweihte und 1969 abgebrochene Wagenhalle der Straßenbahn und die 1890 eingeweihte und im Zuge der Ortsanierung 1990 abgebrochene Methodistenkapelle.

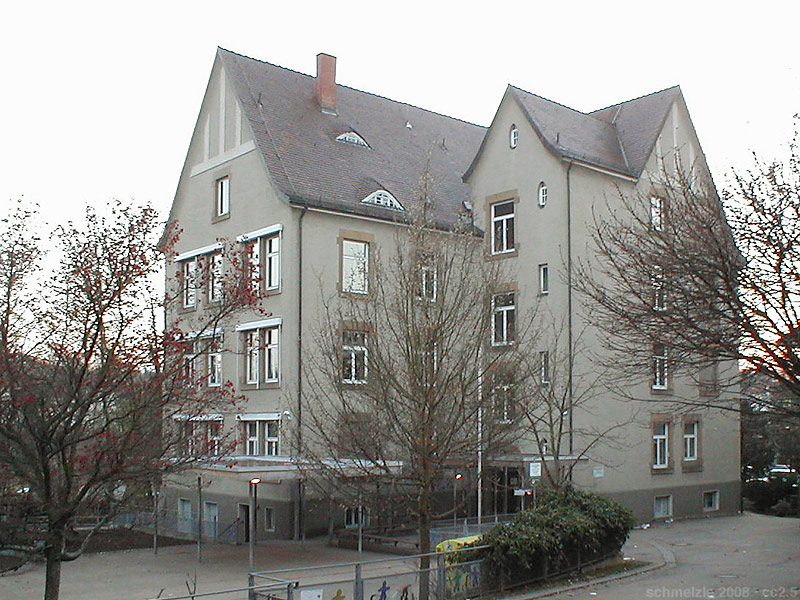
Leinbachschule
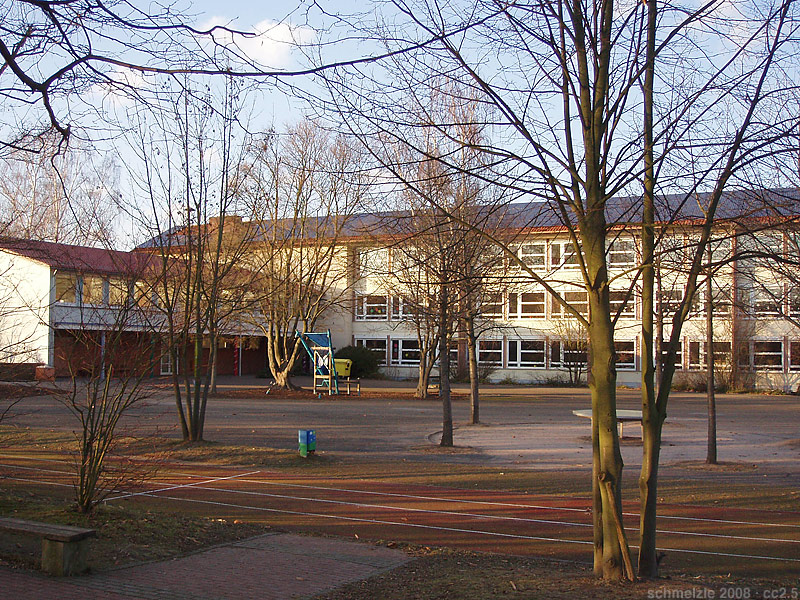
Albrecht-Dürer-Schule
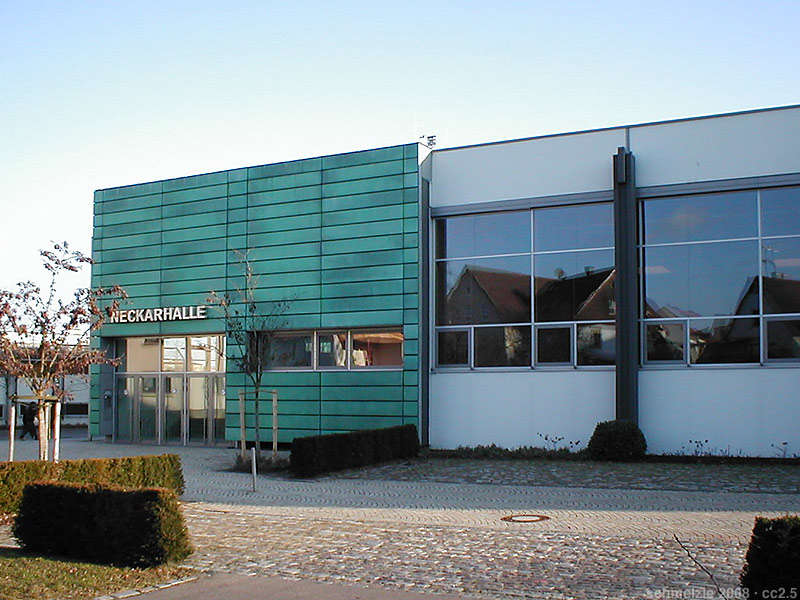
Neckarhalle

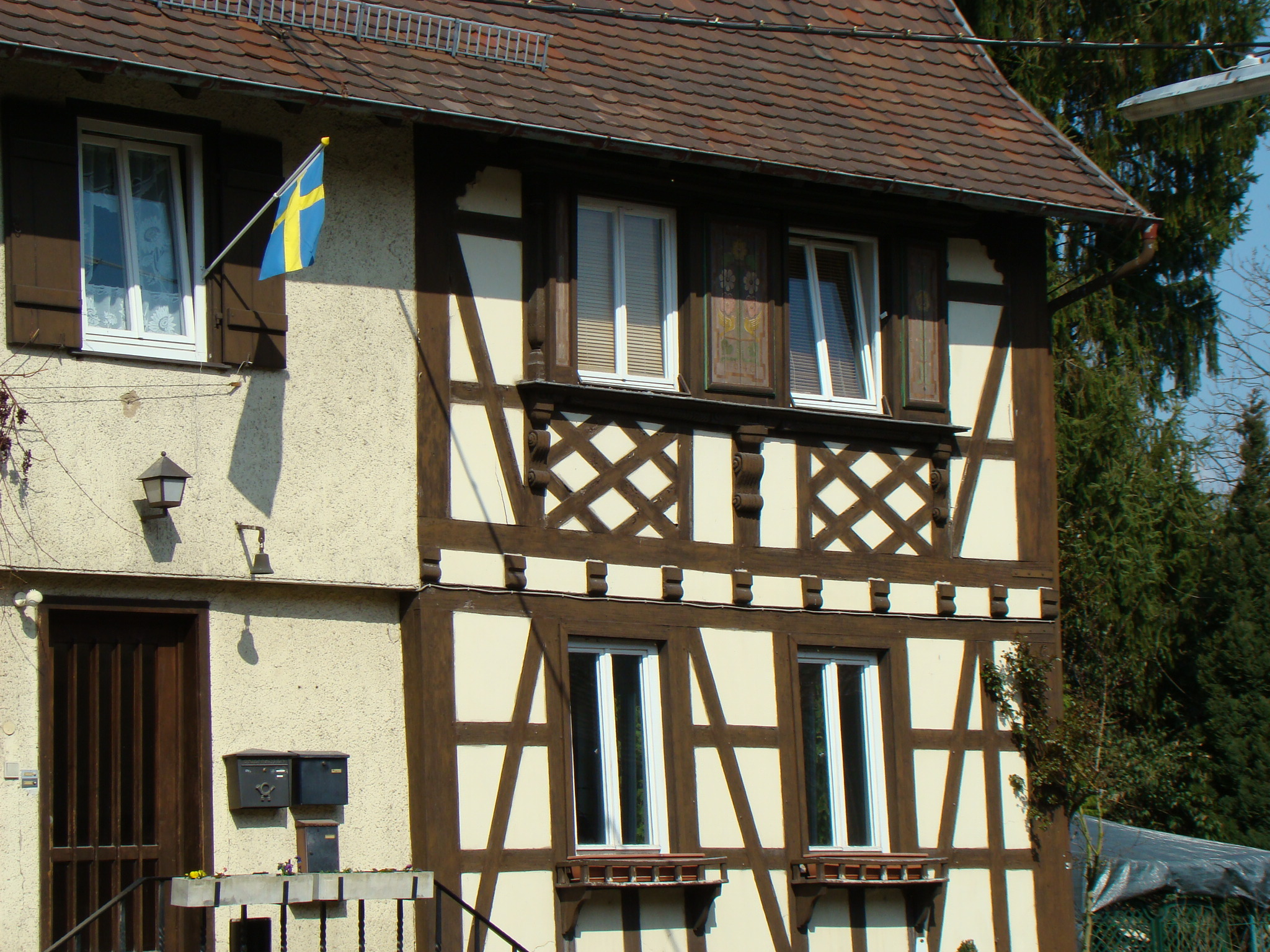
Altböllinger Hof, Fachwerk

Der Altböllinger Hof ist ein Überrest der einstigen Siedlung Böllingen. Eine Kirche dort wurde bereits im Jahr 823, die Böllinger Mühle im 13. Jahrhundert erwähnt. Funde wie ein bis ins 10. Jahrhundert genutzter Keller und Scherben aus dem 14. Jahrhundert zeugen von der langen Besiedlung des Ortes, der vermutlich bereits im 15. Jahrhundert bis auf einen Hof und eine Mühle einging, die ihre Form mehrfach veränderten. Die Kirche wurde bereits 1572 abgerissen, die Mühle wurde nach einem Brand im späten 20. Jahrhundert nicht wieder aufgebaut. Das älteste der heute vorhandenen Bauten ist das Hauptgebäude des Altböllinger Hofes aus dem späten 17. Jahrhundert, die meisten Wirtschaftsgebäude stammen aus dem 19. Jahrhundert.

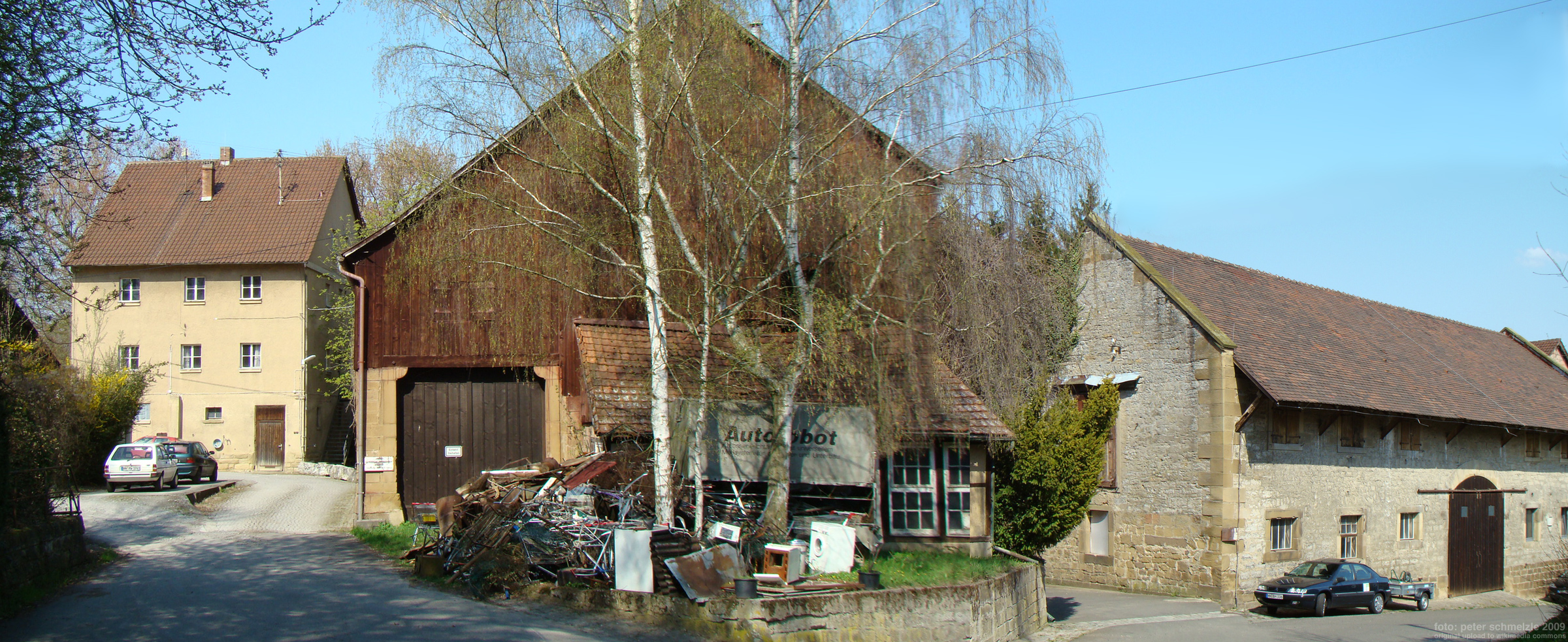
Altböllinger Hof
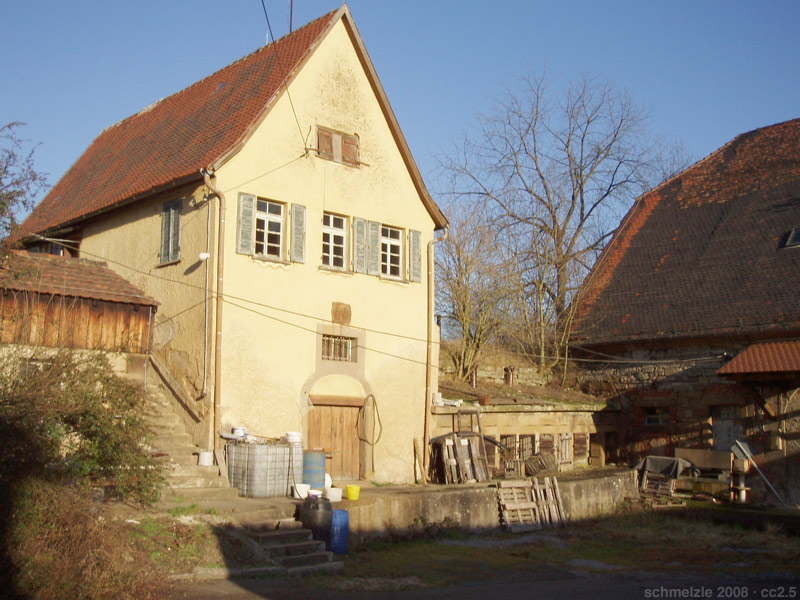
Böllinger Mühle, Nebengebäude
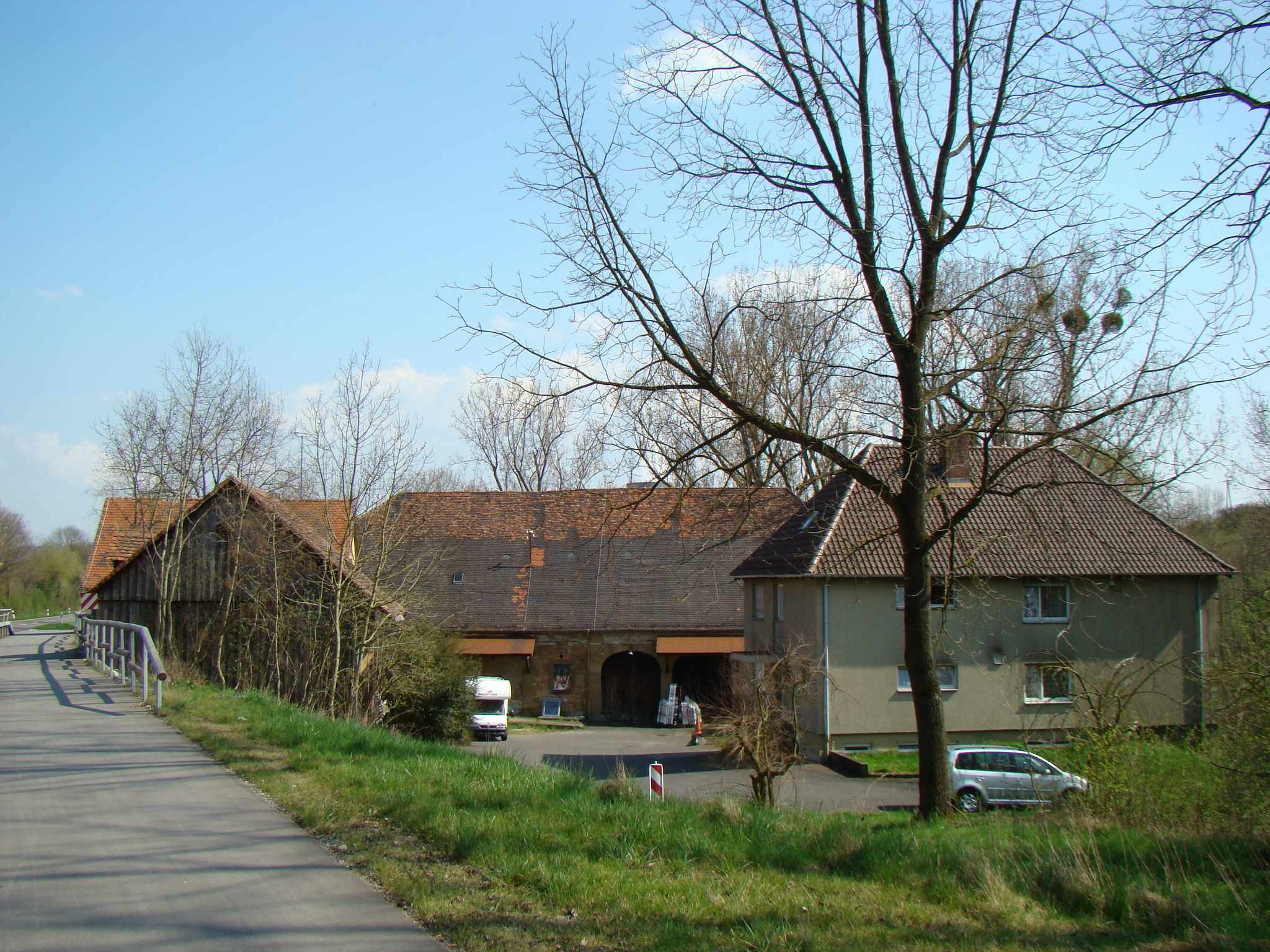
Böllinger Mühle

## Sport
Der VfL Neckargartach geht zurück auf den in den Jahren 1890/91 gegründeten Turnverein Neckargartach und wurde 1946 neu gegründet. Der Verein umfasst zehn Abteilungen. Die Fußballer des VfL spielten von 1946 bis 1950 in der damals zweitklassigen Landesliga Württemberg. Die Ringer-Abteilung des VfL brachte erfolgreiche Sportler hervor, darunter Zweit- und Drittplatzierte bei den deutschen Meisterschaften. Im Jahr 2014 fusionierte der VfL Neckargartach mit der Spielvereinigung Frankenbach und heißt seither SV 1891 Heilbronn am Leinbach.

## Spitzname der Bevölkerung
Der Spitzname (Utzname) der Bevölkerung lautet Linsenfarmer.
Der Name geht darauf zurück, dass es im Heilbronner Krankenhaus Linsen zu essen gegeben haben soll. Diese Linsen verursachten bei den Patienten allerdings Durchfall. Als dies bemerkt wurde, wurden die Linsen in den Neckar gekippt. Diese trieben, zusammen mit den Ausscheidungen der vom Durchfall Geplagten, den Neckar stromabwärts nach Neckargartach. Ein Neckargartacher Fischer soll die Linsen bemerkt haben. Daraufhin haben weitere Fischer zusammen mit armen Bauern Tücher in ihre Netze (Fahmen) gelegt und begonnen, die Linsen herauszufischen.
Die Heilbronner behaupteten, dass die Neckargartacher die Linsen selbst gegessen hätten.
Die Neckargartacher meinen, dass sie die Linsen nur deshalb aus dem Neckar gefischt haben, um sie auf dem Heilbronner Markt verkaufen zu können.

## Persönlichkeiten
- Karl Haag (1819–1901), in Neckargartach geborener Schultheiß von Obereisesheim und Abgeordneter
- Friedrich von Schaal (1842–1909), Oberbaurat und Erbauer der Neckargartacher Neckarbrücke, 1905 zum Ehrenbürger Neckargartachs ernannt
- Ludwig Konrad Pfau (1861–1925), Schultheiß in Neckargartach 1894–1907, Ehrenbürger in Anerkennung seiner großen Verdienste um das Gemeinwesen
- Karl Hermann (1888–1961), Oberlehrer und Heimatforscher, lebte in Neckargartach
- Wilhelm Schäffer (1891–1976), Künstler, geboren und beigesetzt in Neckargartach
- Frida Schuhmacher (1892–1964), Schriftstellerin, lebte von 1919 bis zu ihrem Tod in Neckargartach
- Otto Vollmer (1894–1978), Gewerkschafter und Politiker (SPD, USPD, KPD), geboren in Neckargartach
- Manfred Weinmann (1934–2013), Politiker (CDU), von 1983 bis 1999 Oberbürgermeister von Heilbronn
- Timo Dörflinger (* 1978), Fußballspieler und -trainer
- Heiko Vogler (* 1984), Eishockeyspieler und -trainer
- Marc Schnatterer (* 1985), Fußballspieler, langjähriger Kapitän des FC Heidenheim